# Elattoneura pruinosa
Elattoneura pruinosa – gatunek ważki z rodziny pióronogowatych (Platycnemididae). Występuje od południowo-wschodniej Nigerii po Gabon.